# 貴方を不幸に誘いますね
『貴方を不幸に誘いますね』（あなたをふこうにいざないますね）は、2021年7月14日に、日本の音楽ユニットツユがリリースした2枚目のフルアルバム。発売元はTUYU。

## 概要
- 前作『やっぱり雨は降るんだね』以来約1年5か月ぶりのアルバムリリースとなる。
- 全国流通盤アルバムだが、タワーレコード、アニメイト、Amazonのみでの販売となる[7]。
- ジャケットデザインは、前作に続きおむたつがデザインした[8]。

## 収録内容
| 全作詞・作曲・編曲: ぷす。 |                                                 |      |            |
| #                          | タイトル                                        | 作詞 | 作曲・編曲 |
| 1.                         | 「強欲」(ピアノインストゥルメンタル曲 作曲miro) | ぷす | ぷす       |
| 2.                         | 「デモーニッシュ」                              | ぷす | ぷす       |
| 3.                         | 「過去に囚われている」                          | ぷす | ぷす       |
| 4.                         | 「奴隷じゃないなら何ですか？」                  | ぷす | ぷす       |
| 5.                         | 「ルーザーガール」                              | ぷす | ぷす       |
| 6.                         | 「雨を浴びる」                                  | ぷす | ぷす       |
| 7.                         | 「秋雨前線」(インストゥルメンタル曲)            | ぷす | ぷす       |
| 8.                         | 「忠犬ハチ」                                    | ぷす | ぷす       |
| 9.                         | 「テリトリーバトル」                            | ぷす | ぷす       |
| 10.                        | 「かくれんぼっち」                              | ぷす | ぷす       |
| 11.                        | 「泥の分際で私だけの大切を奪おうだなんて」      | ぷす | ぷす       |
| 12.                        | 「終点の先が在るとするならば。」                | ぷす | ぷす       |

## タイアップ
テリトリーバトル
SEGAリズムゲーム『チュウニズム』収録曲

## 参加ミュージシャン
ツユ
- ぷす - Guitars
- 礼衣 - Vocal
- miro - Piano